# Mudigere, Belur
Mudigere là một làng thuộc tehsil Belur, huyện Hassan, bang Karnataka, Ấn Độ.